# Árvore-garrafa-de-queensland
A árvore-garrafa-de-queensland, ou apenas árvore-garrafa (nome científico: Brachychiton rupestris), denominada pelos aborígenes australianos como kurrajong, é uma árvore da família Malvaceae, nativa de Queensland, um dos estados da Austrália. Foi descoberta e descrita por Thomas Mitchell e John Lindley em 1848. Seu nome vulgar (em inglês:  Queensland bottle tree) descreve o formato de seu tronco, que se assemelha ao de uma garrafa. Atinge cerca de 3,5 metros de diâmetro à altura do peito e 10 a 25 metros de altura, com folhas decíduas no inverno, para poupar água. As folhas são simples ou divididas, com uma lâmina estreita de até 11 cm de comprimento e 2 centímetros de largura. A floração de cor creme ocorre entre setembro e novembro, e a frutificação, com folículos em forma de barco, acontece entre os meses de novembro e maio.
É uma árvore suculenta e caduca, que se adapta facilmente ao cultivo e resiste à seca e às altas temperaturas. O estado de conservação da espécie é pouco preocupante, embora seja uma árvore emergente e o componente chave de um ecossistema conhecido como carrasco da árvore-garrafa (em inglês:  Bottle tree scrub), que se encontra ameaçado. É comumente utilizada como árvore ornamental. São extensivamente cultivadas por fazendeiros de Queensland em períodos de seca, pois suas folhas são usadas como forragem animal, e também por ser uma árvore de sombra. A espécie é endêmica da região central de Queensland, ocorrendo até ao norte de Nova Gales do Sul.

## Descrição
Brachychiton rupestris é uma árvore suculenta, alcançando 10 a 20 metros (raramente 25 metros) de altura, enquanto as plantas cultivadas geralmente são menores. O tronco tem entre 5 e 15 m de altura e diâmetro de 1 a 3,5 metros à altura do peito. Sua casca cinza escura é marcada por uma tesselação superficial e fissuras mais profundas. Seus galhos pequenos são verde-claros ou cinza, como o tronco das árvores imaturas. Como em todos os membros do gênero Brachychiton, as folhas são alternadamente dispostas ao longo do caule.

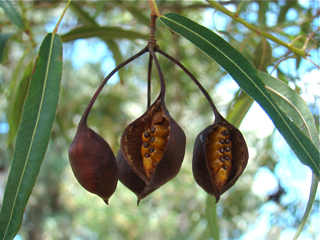
Folículos em forma de barco abertos expondo as sementes.

A árvore-garrafa é decídua e, assim como as demais árvores de seu habitat natural, geralmente perde suas folhas entre setembro e dezembro. O período de queda de folhas pode variar em função dos períodos de seca ou de muita chuva. Às vezes, as árvores perdem apenas as folhas de alguns galhos. Em todas as árvores as folhas apresentam formatos diferentes, variando entre estreitas e elípticas até profundamente divididas. As folhas das árvores adultas têm cerca de 4 a 11 centímetros de comprimento e 0,8 milímetros a 2 centímetros de largura. A superfície superior das folhas é brilhante, contrastando com a superfície inferior, que é pálida. Elas têm uma nervura central elevada na superfície superior e inferior, com doze a 25 pares de nervuras laterais que são mais proeminentes na superfície superior, que surgem entre 50 a 60 graus a partir da nervura central. As folhas compostas juvenis têm 3 a 9 lobos lanceolados. Cada um destes medem entre 4 a 14 centímetros de comprimento e 0,3 a 1 centímetro de largura.
Panículas com flores com cor amarelo creme e marcas vermelhas desabroxam entre setembro e novembro nos espécimes em sua distribuição geográfica original. Estas crescem de um broto lateral no fim dos ramos. Cada panícula tem de 10 a 30 flores, com três a 8 centímetros de comprimento. Cada flor tem de 0,5 a 1 centímetro de comprimento e 1,3 a 1,8 centímetros de largura. O comprimento dos lobos do perianto é maior que metade do seu diâmetro. Como todas as espécies do gênero Brachychiton, a árvore-garrafa-de-queensland é monoica, cada planta tem flores com sexos distintos. As flores masculinas têm 15 estames, com anteras amarelas, enquanto as flores das plantas fêmeas apresentam um estigma branco ou creme, cercado por carpelos onde se encontram os ovários.
Grupos de 3 a 5 folículos em forma de barco nascem entre novembro e maio, cada um contendo entre 4 a 8 (às vezes 12) sementes. Os folículos têm uma superfície lisa e um interior piloso, com uma abertura ao longo de seu comprimento revelando as sementes. As sementes são ovoides e lisas, com seis a 7 milímetros de comprimento e 3.5 a 4.5 milímetros de largura, cobertas por uma casca pilosa.
A árvore-garrafa-de-proserpine (Brachychiton compactus) é muito semelhante à árvore-garrafa-de-queensland, ocorrendo apenas nos arredores da cidade de Proserpine, também no estado de Queensland e pode ser distinguida pelo formato mais oval das folhas, ponta das flores mais compactas e longos folículos elipsoides. A não-descrita árvore-garrafa-de-ormeau tem folhas em um tom verde limão mais brilhante, mas também é similar à árvore-garrafa-de-proserpine.

## Taxonomia e nomenclatura
A espécie chamou atenção da comunidade científica quando o explorador Sir Thomas Mitchell as observou em sua expedição em Queensland em 1848 e publicou um relato no livro Journal of an Expedition into the Interior of Tropical Australia no mesmo ano. Ele voltou a cruzar com elas quando ele subiu o Monte Abundance próximo à Roma, observando que "O tronco incha no meio como um barril, quase o dobro do diâmetro no solo, ou do que os primeiros ramos acima, estes eram pequenos em proporção ao seu grande perímetro, e toda essa árvore era muito esquisita" Na mesma publicação, o botânico inglês John Lindley fez a primeira descrição formal da espécie. Lindley a classificou no gênero Delabechea, como única representante—Delabechea rupestris. O nome do gênero foi selecionado por Mitchell em honra a Henry De la Beche, enquanto o epíteto específico em Latim rupestris (que significa estar entre rochas) é uma alusão ao habitat das árvores observadas por Mitchell, uma colina rochosa. Ferdinand von Mueller, botânico do governo de Vitória, a renomeou para Brachychiton delabechei em 1862, incorporando o gênero Delabechea para o gênero Brachychiton.

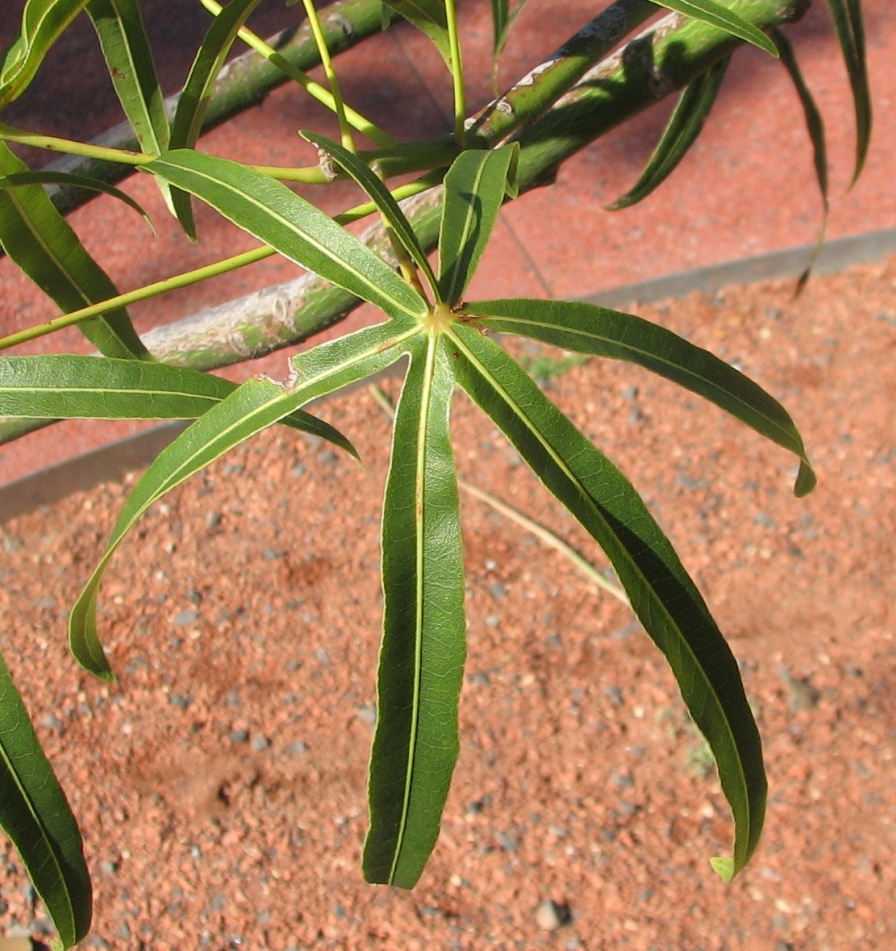
Folhas juvenis.

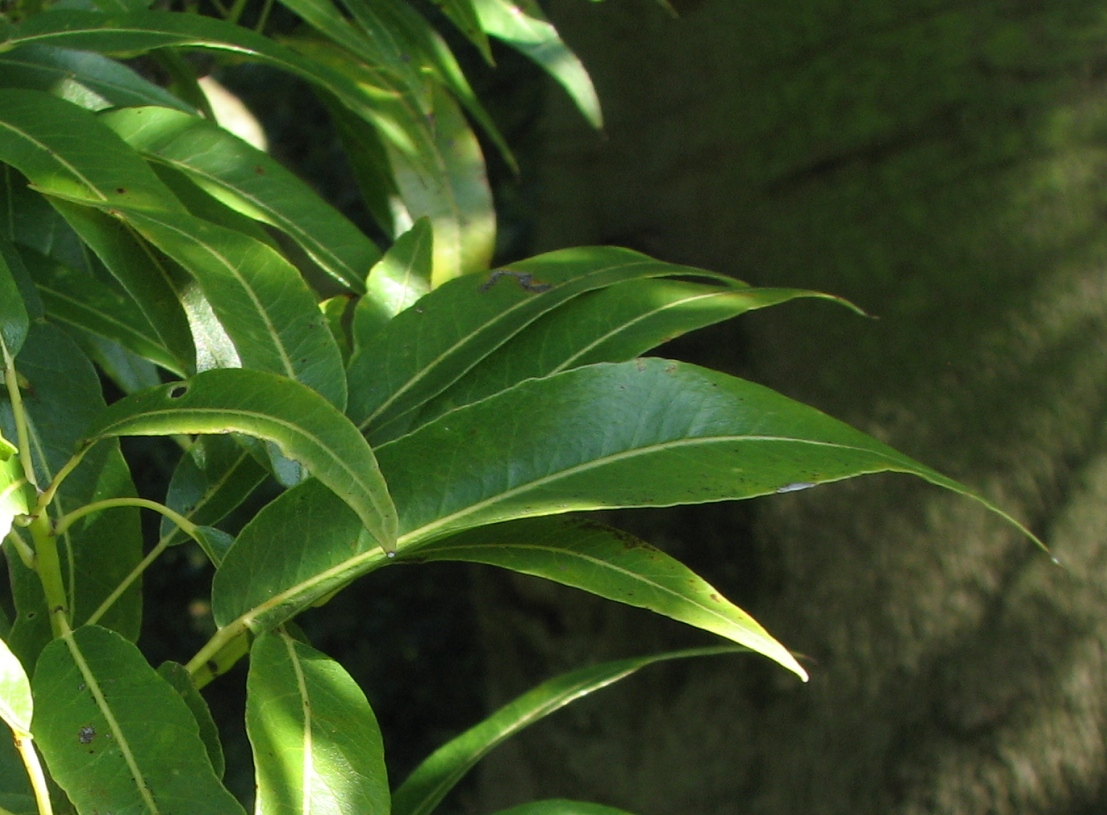
Folhas adultas.

Na enciclopédia Flora Australiensis, o botânico inglês George Bentham publicou a primeira chave taxonômica para as nove espécies descritas do gênero Brachychiton e as rebaixou para uma seção do gênero Sterculia. Então a árvore-garrafa-de-queensland passou a ser conhecida como Sterculia rupestris.
Von Mueller manteve o reconhecimento de Brachychiton como um gênero separado. O botânico alemão Otto Kuntze contestou o nome genérico Sterculia em 1891, com base que o nome Clompanus teve precedência. Ele a republicou como Clompanus rupestris. O botânico alemão Karl Moritz Schumann deu o atual nome binomial em 1893, que foi aceito por Achille Terraciano do Jardim Botânico de Palermo e subsequentemente pelos demais especialistas.
Em 1988 Gordon Guymer, do Herbário de Queensland publicou uma revisão taxonômica de Brachychiton. Ele classificou B. rupestris na seção Delabechea  junto com a árvore-garrafa-de-proserpine. Uma terceira espécie, do sudeste de Queensland, foi reconhecida porém não foi descrita. Exclusivamente para esta seção, todas as árvores têm um tronco bulboso e pode apresentar grandes cavidades na madeira vertical de parênquima. O gênero Brachychiton encontra-se dentro de um clado australasiano junto com a subfamília Sterculioideae (anteriormente família Sterculiaceae) da família Malvaceae. A relação com o gênero Sterculia é remota, sendo que este pertence a um clado diferente junto com Sterculioideae.
O nome do gênero é derivado do grego brachys, que significa curto, e chiton, que significa túnica ou vestido, uma referência ao folículo que abriga a semente. Brachychiton foi por vários anos mal interpretado como sendo de gênero neutro, primeiro pelos descritores do gênero Heinrich Wilhelm Schott e Stephan Endlicher e depois por von Mueller e outros, com os nomes específicos alterados incorretamente. Portanto o nome binominal da espécie foi registrado como Brachychiton rupestre, agora considerada uma variação ortográfica. Além do nome comum em inglês "Queensland Bottle Tree", os nomes comuns são "narrow-leaved bottle tree" ou apenas "bottle tree".
Brachychiton x turgidulus é um híbrido que ocorre naturalmente entre o cruzamento entre esta espécie e a perna-de-moça (Brachychiton populneus, também conhecida como branquiquito e kurrajong). Essa é particularmente prevalente do leste de Boonah.

## Distribuição ehabitat

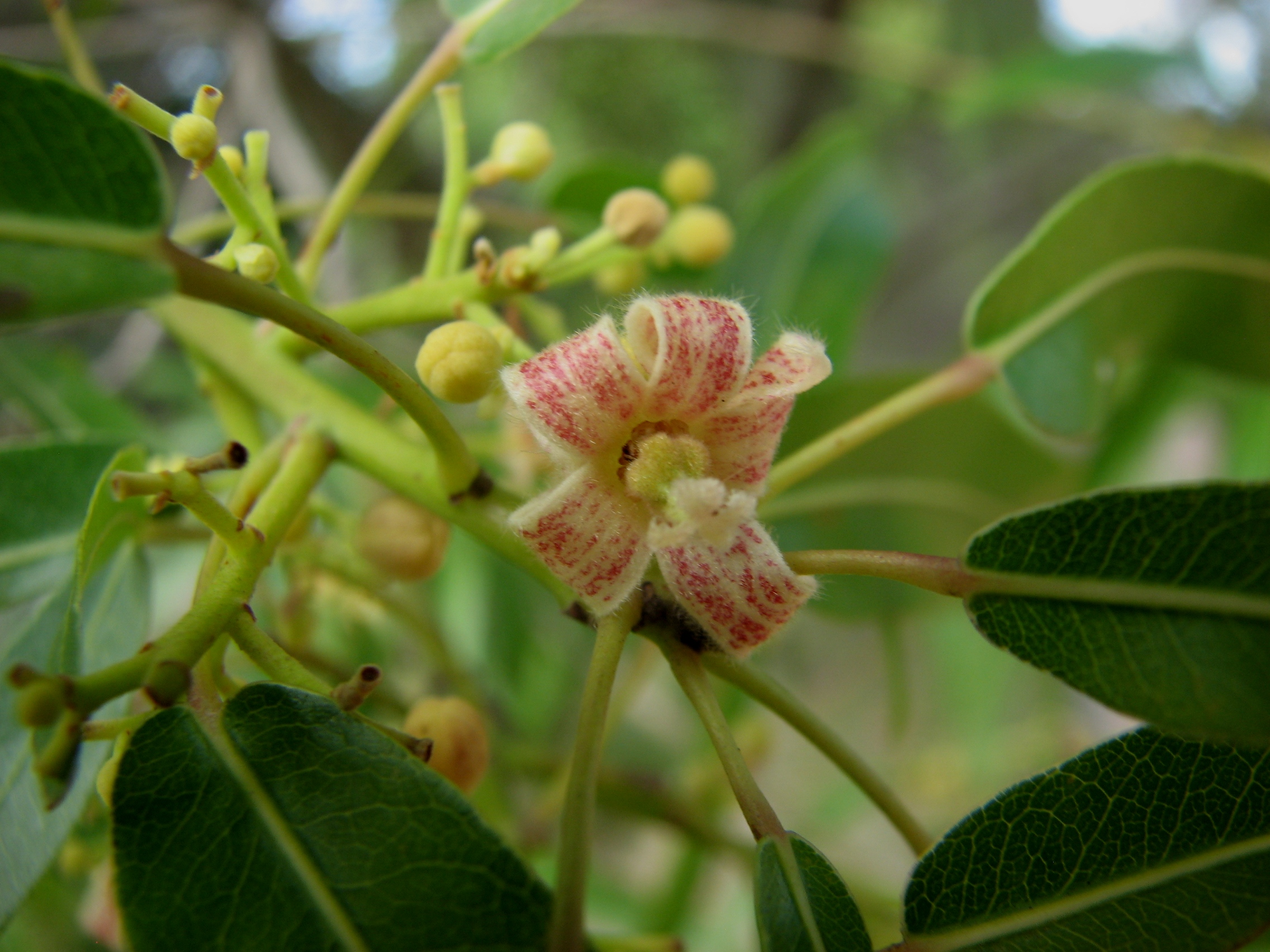
Flor fêmea.

Brachychiton rupestris é encontrada no centro de Queensland da latitude 22° S para 28° S, com os limites ocidentais da isoieta definidos pela precipitação anual de 500 milímetros. Cresce no topo e encostas de colinas ou cordilheiras em terrenos pouco acidentados, em terras argilosas, com argila xistosa ou em solos basálticos. É uma árvore emergente em florestas dominadas por Acacia harpophylla, pinheiro-colonial e Cadellia pentastyllis. Está sempre presente no centro do carrasco semi perene, conhecido como carrasco das árvores-garrafa de Brigalow Belt. Outras espécies incluem Brachychiton australis e Casuarina cristata. A árvore-garrafa é substituída pelas árvores do mesmo gênero conhecidas como perna-de-moça em comunidades similares em Nova Gales do Sul.

### Conservação
Embora o estado de conservação da espécie em Queensland definido pela ação de conservação da natureza de 1992 seja pouco preocupante é uma árvore emergente em um ecossistema ameaçado conhecido como "carrasco de vinhas semiperenes de Brigalow Belt (norte e sul) e biorregiões de Nandewar", listado na comunidade da ação de proteção de meio ambiente e conservação da biodiversidade de 1999 que está diminuindo sua extensão Além disso, a saúde das árvores de áreas desmatadas pode estar comprometida A espécie é conservada dentro de seu habitat natural em um número de parques nacionais como Rio Auburn, Benarkin Montanhas Bunya, Lagos Coalstoun, Dipperu, Carrasco Boa-Noite, Humboldt, Isla George e Tregole.

## Ecologia

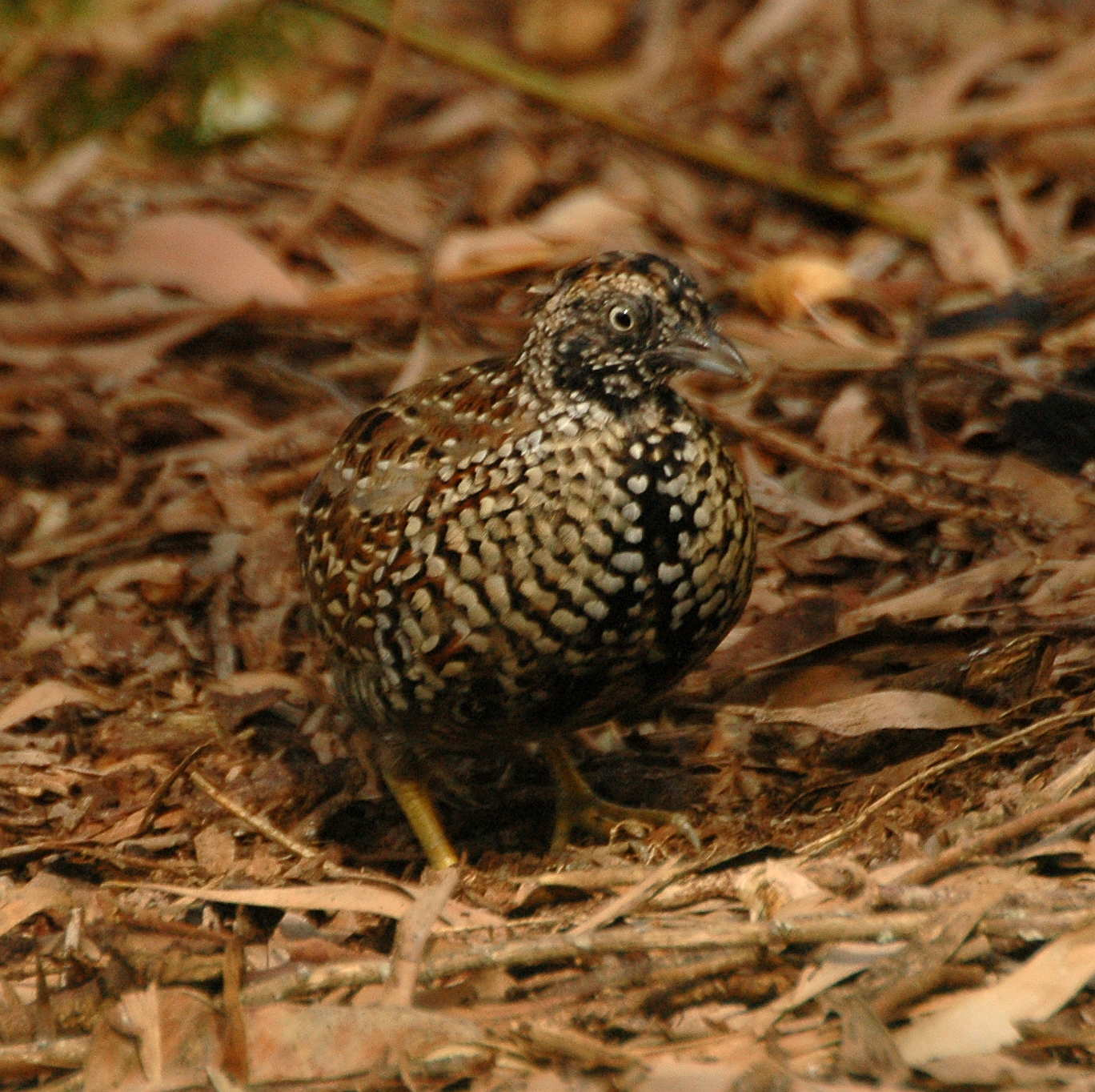
Turnix melanogaster, espécie de ave que encontrada em áreas onde a árvore-garrafa-de-queenland é nativa.

As árvores-garrafa-de-queensland servem de hospedeiras para uma erva-de-passarinho conhecida como Erva-de-passarinho-laranja (Dendrophthoe glabrescens), da família Loranthaceae. Entre os insetos herbívoros, a planta alimenta Dysdercus sidae, uma praga do algodão, e as lagartas de Sylepa cytalis, que comem suas folhas. As árvores-garrafa são um importante habitat para o ameaçado Turnix melanogaster. Elas também podem resistir a queimadas e caso elas ocorram, uma nova folhagem cresce.

## Usos
Os aborígenes consumiam as raízes das plantas jovens e também se refrescavam com a mucilagem adocicada secretada em ferimentos nos troncos. Eles também faziam buracos nos troncos macios para que água se acumulasse. Nas excursões de caça posteriores, recolhiam um suprimento abundante de água nesses reservatórios artificiais. As fibras eram usadas fazer redes de pesca. As folhas também são usadas como forragem animal, e fazendeiros de Queensland deixam as árvores garrafa como uma fonte potencial de alimento quando a terra está desobstruída. Durante as épocas de seca, árvores inteiras foram derrubadas para serem usadas como matéria-prima. A polpa é rica em energia mas é pobre em proteínas. Há relatos de alguns casos de morte de gado por envenenamento, causado por nitrato.

## Cultivo

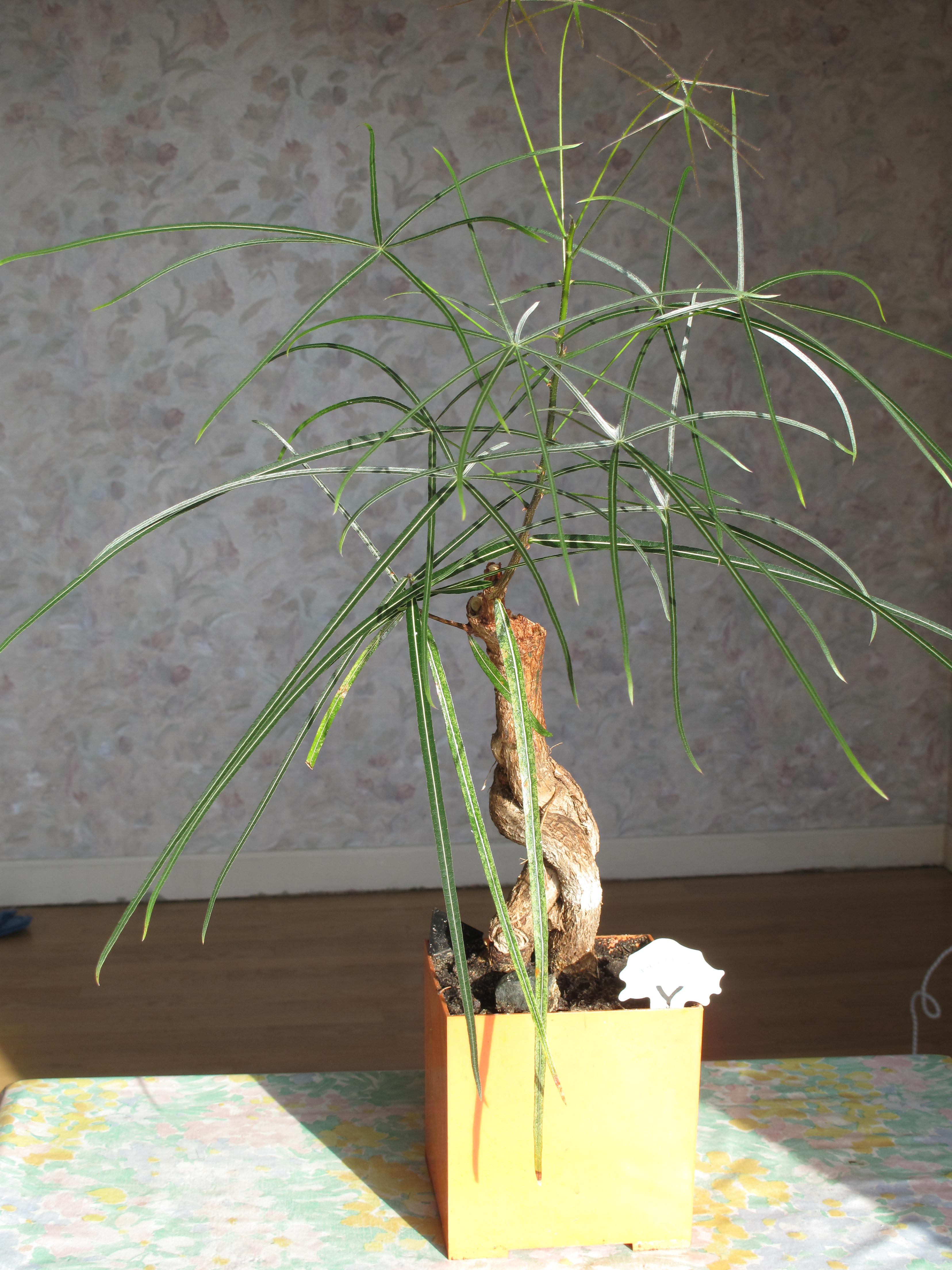
Bonsai de Brachychiton.

Árvores-garrafa são comumente encontradas em ruas, parques, fazendas e jardins na Austrália. Entre 1918 e 1920, numa avenida em Roma, Queensland, foram plantadas 93 árvores em homenagem aos 93 australianos mortos na Primeira Guerra Mundial A espécie é cultivada como uma planta ornamental e como bonsai.
Árvores-garrafa crescem melhor em solos bem drenados e ligeiramente ácidos, a pleno sol. Elas são adequadas para cultivo em regiões com clima equivalente a taxa de USDA de 9 para 12. Em seus primeiros estágios de crescimento, as árvores-garrafa crescem lentamente e o formato de garrafa só aparece entre os 5 e os 8 anos de idade. Árvores maduras podem ser transplantadas facilmente, podendo resistir a intervalos de até 3 meses entre a escavação e o replantio sem maiores danos. Árvores-garrafa crescem a partir de sementes e podem levar até vinte anos para florescer. A floração ocorre quando a folhagem adulta aparece.
Plantas se propagam diretamente das sementes. Como a semente é cercada por pelos irritantes dentro do folículo, a extração requer cuidado. Estacas semimaduras podem ser retiradas de plantas adultas no final do verão, necessitando de hormônios de enraizamento e de um pouco de calor.